# SKIV2L2
SKIV2L2‏ (Mtr4 exosome RNA helicase) هوَ بروتين يُشَفر بواسطة جين SKIV2L2 في الإنسان.